# ليجر (شركة)
ليجر أو كما تسمى أيضًا "لايجر" (بالفرنسية: Ligier)‏ هي شركة فرنسية لتصنيع السيارات وسيارات الفورمولا 1 والحافلات الصغيرة أسسها المتسابق ولاعب الرغبي الفرنسي السابق جاي ليجر ومن اسمه أشتق اسم الشركة، تشتهر شركة ليجر بكونها شركة تصنع أنواع مشهورة للفورمولا 1 على وجه الخصوص.